# Иванов, Игорь Петрович
Игорь Петрович Иванов (1923—1992) — советский педагог, доктор педагогических наук, академик АПН СССР с 27 января 1989 года, профессор ЛГПИ им. А. И. Герцена, лауреат премии имени Антона Макаренко.
Педагоги считают академика И. П. Иванова изобретателем методики «КТД» (организации коллективных творческих дел), создателем педагогики, о которой говорят как о «педагогике сотрудничества», называют её «коллективное творческое воспитание», «орлятская педагогика», «новое воспитание», «воспитание по Иванову», «педагогика социального творчества». Под расхожим названием «коммунарская методика» новаторство И. П. Иванова представлено в «Российской педагогической энциклопедии».

## Коммунарское движение
Кроме того, И. П. Иванова по праву считают инициатором и создателем социально-педагогического движения. В 1956 г. в Ленинграде он создал творческую группу педагогов — Союз энтузиастов (СЭН), в 1959 г. — Коммуну юных фрунзенцев (КЮФ) — школу районного актива старшеклассников, в 1963 г. — Коммуну им. А. С. Макаренко (КИМ) — содружество студентов, увлечённых идеями великого воспитателя и педагога. По примеру ленинградцев коммунарские отряды, подростковые, студенческие и педагогические клубы стали возникать по всей стране. В создании привлекательного для подростков образа жизни и творческого сотрудничества детей и взрослых во Всероссийском лагере «Орлёнок» принимал участие «десант» из сорока членов КЮФ. «Орлёнок» и «Комсомольская правда» («КЮК» и «Алый парус») сыграли важную роль в распространении идей и методов И. П. Иванова.
Методика КТД легла в основу не только молодёжного движения. Методика КТД — деятельный, творческий и организационный механизм педагогики, которую автор назвал «педагогика общей заботы». Её можно назвать «педагогика социального творчества» или рассматривать как её сердцевину: дети и взрослые становятся хозяевами собственной жизни, создают то, на что способны, их дела — это искренняя забота об окружающем мире и развитии всех и каждого, рыцарское служение добру, творческий подъём, демократизм, товарищество, мажор и дух свободы.
«Энциклопедия КТД» известна широким кругам педагогической общественности. Сотни тысяч ребят и педагогов на протяжении второй половины двадцатого века с увлечением «играют» в защиту фантастических проектов, пресс-конференции, вечера разгаданных и неразгаданных тайн, всевозможные ТУ-ВИ (турниры-викторины), эстафеты любимых занятий, фабрики, праздничную почту, ЧТП (чередование творческих поручений) и многое другое. С увлечением, потому что всё это делается не по указанию со стороны, тем более не под диктовку и команду, а самостоятельно, на основе собственной инициативы, на пользу и радость людям.
В 1998 г. в Санкт-Петербурге к началу Всероссийского съезда последователей академика И. П. Иванова «Воспитание и школа на рубеже XXI века» вышла в свет книга Л. А. Ивановой «Будущее в настоящем — жизнь и творчество Игоря Петровича Иванова».
По методике, разработанной И. П. Ивановым, действуют современные коммунарские коллективы в России, такие, как Архангельский городской штаб школьников имени Гайдара (1962), Движение коммунаров (2011) и другие.

### Список произведений
- Иванов И. П. Воспитание общим делом. Из опыта Коммуны им. Макаренко // Ленинградская правда. — 1978. — 23 нояб.
- Иванов И. П. Воспитательная работа пионерской организации (лекция прочитана в лектории Всесоюзного общества по распространению политических и научных знаний 8 января 1958 года)
- Иванов И. П. Воспитывать коллективистов: Из опыта работы школ Ленинграда и Лен. области. — М.: Педагогика, 1982.
- Иванов И. П. Два подхода к воспитанию // Вожатый. — 1980. — № 1, 2.
- Иванов И. П. Коллективное творческое воспитание // Семья и школа. — 1989. — № 8.
- Иванов И. П. Коллективные творческие дела как средство коммунистического воспитания младших школьников. — Л.: ЛГПИ им. А. И. Герцена, 1983.
- Иванов И. П. Коммунарское движение и коммунарская методика (из материалов Ленинградского Макаренковского Мемориально-методического центра)
- Иванов И. П. Макаренко и современность // Ленинградская правда. — 1978. — 12 мар.
- Иванов И. П. Материалы для «Книги вожатого» (из материалов Ленинградского Макаренковского Мемориально-методического центра)
- Иванов И. П. На радость и пользу людям // Вожатый. — 1983. — № 2.
- Иванов И. П. Первоначальный период воспитательной работы с младшими школьниками // Начальная школа. — 1982. — № 8.
- Иванов И. П. Семь заповедей Коммуны // В кн.: «Созидание: теория и методика воспитания». — Санкт-Петербург, 2003.
- Иванов И. П. Формирование юных общественников и организаторов : Очерки методики воспитательной работы школы. — Л.: ЛГПИ им. А. И. Герцена, 1969.
- Иванов И. П. Энциклопедия коллективных творческих дел. — М.: Педагогика, 1989.
- и ряд других…